# Pouteria orinocoensis
Pouteria orinocoensis är en tvåhjärtbladig växtart som först beskrevs av André Aubréville, och fick sitt nu gällande namn av Terence Dale Pennington. Pouteria orinocoensis ingår i släktet Pouteria och familjen Sapotaceae. IUCN kategoriserar arten globalt som livskraftig. Inga underarter finns listade i Catalogue of Life.